# Jatirenggo
Jatirenggo is een bestuurslaag in het regentschap Lamongan van de provincie Oost-Java, Indonesië. Jatirenggo telt 1649 inwoners (volkstelling 2010).